# Михайловские ворота (Киев)

Реконструкция Ю. С. Асеева

Михайловские ворота — деревянные ворота киевского детинца (города Владимира). Были расположены с восточной стороны и вели в небольшой окольный город — город Изяслава-Святополка. Также имелся выход к Боричеву току, которым спускались к пристани на реке Почайне. Внутри детинца Михайловские ворота соединялись улицей с центральной площадью — Бабиным торжком. Название ворот было связано с Михайловским Златоверхим монастырём, на который они выходили. За воротами в древности проходил глубокий овраг, через который, вероятно, был переброшен подъёмный мост. Сегодня на месте ворот — Михайловская площадь.
В наше время копия Михайловских ворот высотой 21 м построена в парке «Киевская Русь».